# Château de Morey
 (décembre 2014).
Si vous disposez d'ouvrages ou d'articles de référence ou si vous connaissez des sites web de qualité traitant du thème abordé ici, merci de compléter l'article en donnant les références utiles à sa vérifiabilité et en les liant à la section « Notes et références ».
Le château de Morey est une maison-forte située à Morey, ancien village située sur une côte du Grand Couronné et dominant la vallée de la Natagne. Morey est désormais un hameau de Belleau, en Meurthe-et-Moselle.

## Historique
Le château aurait été construit au XIIe siècle sur les ruines d’un couvent des templiers. Longtemps, il fut la demeure du Sire de Morey Jean de Toulon. En ce temps-là, l’entrée s’effectuait par le porche situé à côté de l’église, car la ferme, la chapelle et la maison forte ne faisaient qu’une seule propriété. 
Entre les XIVe et XVe siècles, la famille Joly de Morey agrandit le château avec les ailes et les tours, et au XVIe siècle toutes les fenêtres et portes. En 1880, il y a séparation de la chapelle et de la ferme avec le château.
La famille Joly de Morey, propriétaire du château jusqu’en 1920, se faisait enterrer dans l’église du village.
L’écrivain Georges Ducrocq acquiert le domaine. Il y meurt en 1927 lors d’une partie de chasse dans la forêt de Morey, où une stèle lui est dédiée. Sa servante, « La Justine »[réf. nécessaire], comme on l’appelait, y demeure jusqu’en 1968
La porte du château est classée au titre des monuments historiques depuis 1930.
M. Hug, conseiller à la ville de Nancy, possède le château jusqu’en 1975. M. et Mme Mater sont propriétaires ensuite. Ils y avaient ouvert un restaurant le week-end.
Le château fut détruit par un incendie en juillet 1985 sur toute sa superficie et abandonné pendant huit ans.

La famille Karst en est actuellement propriétaire et a procédé à de nombreuses restaurations. Le château est actuellement destiné à la location d'espace de réception pour des mariages et événements ainsi qu'une activité de chambres d'hôtes.